# Ion de la Anina
Ion de la Anina este numele desemnat de istorici pentru un individ din specia Homo sapiens ale cărui rămășițe au fost găsite în 2002 în Peștera cu Oase din județul Caraș-Severin. A fost botezat după localitatea lângă care a fost găsit (Anina).
Acesta a trăit în urmă cu aproximativ 37.000 - 42.000 de ani în urmă. Cercetătorii au analizat ADN-ul din mandibula acestuia și au descoperit că 6-9% din genomul acestui individ provine de la neandertalieni, mai mult decât la orice alt om al cărui ADN a fost secvențiat până în prezent.
Acest lucru arată că primii oameni moderni care au venit în Europa s-au încrucișat cu neandertalienii.
Toți oamenii de astăzi cu rădăcini în afara Africii sub-sahariene au 1-3% ADN neandertalian în genomul lor.